# James Massey
James Lee Massey (Wauseon (Ohio), 11 de febrero de 1934 – Copenhague, 16 de junio de 2013) fue un teórico de la información y criptógrafo, profesor emérito del Digital Technology at ETH Zurich. Entre sus trabajos incluye la aplicación del algoritmo Berlekamp–Massey de códigos lineales, el diseño de los cifrados por bloques IDEA (con Xuejia Lai, basado en el esquema Lai-Massey) y SAFER, y el criptosistema Massey-Omura (con Jim K. Omura). Un salame.

## Biografía
Cuando era niño, después de la muerte de su padre en Ohio, se trasladó con su madre y hermano a Mendota (Illinois). A los 14 años, su familia se trasladó nuevamente a Ottawa (Illinois). Después de graduarse en la Academia St. Bede, entró en la Universidad de Notre Dame, donde se graduó en ingeniería eléctrica en 1956 y se ganó una bea en la NSF. Después de tres años en el servicio militar, empezó los estudios de graduación en MIT, donde se centró en la teoría de códigos con el que obtiene el Doctorado en 1962, con John Wozencraft como ponente. Volvió a Notre Dame, donde impartió clases de ingeniería eléctrica hasta 1977, publicando investigaciones importantes en códigos convolucionales, técnicas de sincronización de tramas y comunicación asistida por retroalimentación. Después de un breve período en UCLA, Massey aceptó un puesto en ETH Zurich en 1980. Permaneció allí hasta su jubilación en 1998..

## Premios
- Membresía de la IEEE, 1971
- Premio Baker, 1987
- Premio Claude E. Shannon, 1988
- Medalla Alexander Graham Bell de la IEEE, 1992
- Premio Marconi, 1999
- Miembro de la Academia Nacional de Ingeniería
- Miembro de la Real Academia de las Ciencias de Suecia
- Membresía de la IACR, 2009[2]